# Jakub Navrátil
Jakub Navrátil (1º febbraio 1984) è un calciatore ceco, difensore del Táborsko.

## Palmarès

### Club

#### Competizioni nazionali
- Pohár ČMFS: 1

Viktoria Plzeň: 2009-10